# Liste der Bodendenkmäler in Moos (Niederbayern)
Auf dieser Seite sind die Bodendenkmäler in der niederbayerischen Gemeinde Moos zusammengestellt. Diese Tabelle ist eine Teilliste der Liste der Bodendenkmäler in Bayern. Grundlage ist die Bayerische Denkmalliste, die auf Basis des Bayerischen Denkmalschutzgesetzes vom 1. Oktober 1973 erstmals erstellt wurde und seither durch das Bayerische Landesamt für Denkmalpflege geführt wird. Die folgenden Angaben ersetzen nicht die rechtsverbindliche Auskunft der Denkmalschutzbehörde.

## Bodendenkmäler in Moos

### In der Gemarkung Langenisarhofen
| Lage                            | Objekt | Akten-Nr.     | Bild |
| ------------------------------- | --- | ------------- | ---- |
| Langenisarhofen (Standort)      | Siedlungen des jüngeren Neolithikums (Münchshöfener und Altheimer Gruppe), der Bronzezeit, Urnenfelder- und Hallstattzeit, befestigte Siedlung der Münchshöfener Gruppe. | D-2-7243-0003 |      |
| Langenisarhofen (Standort)      | Siedlung der Hallstattzeit. | D-2-7243-0113 |      |
| Langenisarhofen (Standort)      | Siedlung der Hallstattzeit. | D-2-7243-0114 |      |
| Langenisarhofen (Standort)      | Siedlung der Linearbandkeramik, des Mittelneolithikums (Gruppe Oberlauterbach), wohl der Münchshöfener Gruppe, der mittleren Bronzezeit und der Urnenfelder- oder Hallstattzeit sowie der römischen Kaiserzeit; verebnete vorgeschichtliche Grabhügel und verebnetes Grabenwerk vor- und frühgeschichtlicher Zeitstellung.                                  | D-2-7243-0117 |      |
| Langenisarhofen (Standort)      | Siedlung und verebnetes viereckiges Grabenwerk der Hallstattzeit. | D-2-7243-0118 |      |
| Langenisarhofen (Standort)      | Siedlungen und verebnetes viereckiges Grabenwerk vor- und frühgeschichtlicher Zeitstellung, wohl der Hallstattzeit. | D-2-7243-0119 |      |
| Langenisarhofen (Standort)      | Siedlung des Mittelneolithikums, wohl der Münchshöfener Gruppe und der Bronzezeit. | D-2-7243-0120 |      |
| Langenisarhofen (Standort)      | Siedlung der Münchshöfener Gruppe und der römischen Kaiserzeit. | D-2-7243-0121 |      |
| Langenisarhofen (Standort)      | Siedlung des Jungneolithikums. | D-2-7243-0122 |      |
| Langenisarhofen (Standort)      | Siedlung der mittleren Bronzezeit. | D-2-7243-0123 |      |
| Langenisarhofen (Standort)      | Siedlung der mittleren Bronzezeit. | D-2-7243-0124 |      |
| Langenisarhofen (Standort)      | Siedlung der Urnenfelderzeit. | D-2-7243-0125 |      |
| Langenisarhofen (Standort)      | Siedlung vor- und frühgeschichtlicher Zeitstellung, unter anderem der frühen und späten Bronzezeit. | D-2-7243-0127 |      |
| Langenisarhofen (Standort)      | Verebnete Grabhügel vorgeschichtlicher Zeitstellung. | D-2-7243-0129 |      |
| Langenisarhofen (Standort)      | Siedlung vor- und frühgeschichtlicher Zeitstellung und verebnete Grabhügel der Hallstattzeit. | D-2-7243-0130 |      |
| Langenisarhofen (Standort)      | Siedlung und verebnete Grabhügel mit Kreisgräben vor- und frühgeschichtlicher Zeitstellung. | D-2-7243-0131 |      |
| Langenisarhofen (Standort)      | Siedlung vor- und frühgeschichtlicher Zeitstellung. | D-2-7243-0133 |      |
| Langenisarhofen (Standort)      | Siedlung vor- und frühgeschichtlicher Zeitstellung. | D-2-7243-0134 |      |
| Langenisarhofen (Standort)      | Siedlung vor- und frühgeschichtlicher Zeitstellung. | D-2-7243-0135 |      |
| Langenisarhofen (Standort)      | Siedlung vor- und frühgeschichtlicher Zeitstellung. | D-2-7243-0136 |      |
| Langenisarhofen (Standort)      | Siedlung vor- und frühgeschichtlicher Zeitstellung. | D-2-7243-0137 |      |
| Langenisarhofen (Standort)      | Verebnete Grabhügel vorgeschichtlicher Zeitstellung, unter anderem der mittleren Bronzezeit und der Hallstattzeit. | D-2-7243-0139 |      |
| Langenisarhofen (Standort)      | Teilstück der Römerstraße Moos-Burgstall – Quintanis/Künzing. | D-2-7243-0140 |      |
| Langenisarhofen (Standort)      | Siedlung vor- und frühgeschichtlicher Zeitstellung. | D-2-7243-0141 |      |
| Langenisarhofen (Standort)      | Verebnete Grabhügel vorgeschichtlicher Zeitstellung. | D-2-7243-0142 |      |
| Langenisarhofen (Standort)      | Siedlung vor- und frühgeschichtlicher Zeitstellung. | D-2-7243-0144 |      |
| Langenisarhofen (Standort)      | Siedlung vor- und frühgeschichtlicher, unter anderem neolithischer Zeitstellung. | D-2-7243-0145 |      |
| Langenisarhofen (Standort)      | Siedlung vor- und frühgeschichtlicher Zeitstellung. | D-2-7243-0146 |      |
| Langenisarhofen (Standort)      | Siedlung vor- und frühgeschichtlicher Zeitstellung. | D-2-7243-0147 |      |
| Langenisarhofen (Standort)      | Befestigung des Mittelneolithikums (Stichbandkeramik/Gruppe Oberlauterbach) und Körpergräber der mittleren Latènezeit, Siedlung der Altheimer Kultur und metallzeitlicher Zeitstellung, unter anderem der frühen bis mittleren sowie der mittleren bis späten Latènezeit und der römischen Kaiserzeit, verebnete Grabhügel vorgeschichtlicher Zeitstellung. | D-2-7243-0154 |      |
| Langenisarhofen (Standort)      | Teilstück der Römerstraße Moos-Burgstall – Quintanis/Künzing. | D-2-7243-0362 |      |
| Langenisarhofen (Standort)      | Siedlung vorgeschichtlicher Zeitstellung. | D-2-7243-0385 |      |
| Langenisarhofen (Standort)      | Untertägige mittelalterliche und frühneuzeitliche Befunde im Bereich der katholischen Kirche St. Johannes der Täufer in Langenisarhofen. | D-2-7243-0408 |      |
| Langenisarhofen (Standort)      | Verebnetes Grabenwerk und Siedlung vor- und frühgeschichtlicher Zeitstellung. | D-2-7243-0420 |      |
| Langenisarhofen Moos (Standort) | Siedlung der Bronzezeit. Bestattungsplatz der Latènezeit. | D-2-7243-0423 |      |

### In der Gemarkung Moos
| Lage            | Objekt | Akten-Nr.     | Bild |
| --------------- | --- | ------------- | ---- |
| Moos (Standort) | Römisches Kastell, frühmittelalterliche Abschnittsbefestigung mit Wall und Graben, frühmittelalterlicher Adelsfriedhof, Siedlung der späten Bronzezeit und älteren Urnenfelderzeit sowie der späten Latènezeit, der römischen Kaiserzeit und des Mittelalters. | D-2-7243-0148 |      |
| Moos (Standort) | Siedlung der Latènezeit. Vicus und Bestattungsplatz der römischen Kaiserzeit. | D-2-7243-0149 |      |
| Moos (Standort) | Teilstück der Römerstraße Moos-Burgstall – Quintanis-Künzing. | D-2-7243-0151 |      |
| Moos (Standort) | Teilstück der römischen Isartalstraße. | D-2-7243-0152 |      |
| Moos (Standort) | Siedlung der frühen Latènezeit, der römischen Kaiserzeit, des älteren Mittelalters sowie allgemein vorgeschichtlicher Zeitstellung. | D-2-7243-0155 |      |
| Moos (Standort) | Frühmittelalterliche Reihengräber. | D-2-7243-0156 |      |
| Moos (Standort) | Siedlung vor- und frühgeschichtlicher Zeitstellung. | D-2-7243-0158 |      |
| Moos (Standort) | Siedlung vor- und frühgeschichtlicher Zeitstellung. | D-2-7243-0159 |      |
| Moos (Standort) | Verebnete Grabhügel vorgeschichtlicher Zeitstellung. | D-2-7243-0160 |      |
| Moos (Standort) | Verebnete Grabhügel vorgeschichtlicher Zeitstellung. | D-2-7243-0163 |      |
| Moos (Standort) | Siedlung vor- und frühgeschichtlicher Zeitstellung. | D-2-7243-0165 |      |
| Moos (Standort) | Siedlung vor- und frühgeschichtlicher Zeitstellung. | D-2-7243-0166 |      |
| Moos (Standort) | Siedlung vor- und frühgeschichtlicher Zeitstellung. | D-2-7243-0167 |      |
| Moos (Standort) | Siedlung vor- und frühgeschichtlicher Zeitstellung. | D-2-7243-0169 |      |
| Moos (Standort) | Burgstall des Mittelalters. | D-2-7243-0335 |      |
| Moos (Standort) | Teilstück der römischen Donausüdstraße. | D-2-7243-0344 |      |
| Moos (Standort) | Untertägige mittelalterliche und frühneuzeitliche Befunde im Bereich des Schlosses Moos und der Schlosskapelle St. Georg. | D-2-7243-0358 |      |
| Moos (Standort) | Untertägige mittelalterliche und frühneuzeitliche Befunde im Bereich des Kirchhofes und der katholischen Pfarrkirche St. Simon und Judas Thaddäus in Kurzenisarhofen.                                                                                          | D-2-7243-0360 |      |
| Moos (Standort) | Untertägige mittelalterliche und frühneuzeitliche Befunde im Bereich der Hofwüstung Eisenschwaig. | D-2-7243-0409 |      |
| Moos (Standort) | Siedlung vor- und frühgeschichtlicher Zeitstellung. | D-2-7243-0421 |      |

## Gemeindeübergreifende Bodendenkmäler

### Mit Aholming
| Lage                | Objekt                                   | Akten-Nr.     | Bild |
| ------------------- | ---------------------------------------- | ------------- | ---- |
| Aholming (Standort) | Teilstücke der römischen Donausüdstraße. | D-2-7243-0008 |      |

### Mit Osterhofen
| Lage                          | Objekt | Akten-Nr.     | Bild |
| ----------------------------- | --- | ------------- | ---- |
| Aicha an der Donau (Standort) | Verebnetes Grabenwerk vor- und frühgeschichtlicher Zeitstellung, Siedlungen des Jungneolithikums unter anderem der Münchshöfener und der Altheimer Gruppe, der Schnurkeramik, der späten Bronzezeit, der Urnenfelderzeit, der Eisenzeit, unter anderem der Hallstatt- und Latènezeit sowie des späten Mittelalters. Bestattungsplatz vor- und frühgeschichtlicher Zeitstellung. | D-2-7243-0111 |      |
| Aicha an der Donau (Standort) | Verebnete Grabhügel vor- und frühgeschichtlicher Zeitstellung, unter anderem der mittleren bis späten Bronzezeit. | D-2-7243-0211 |      |
| Aicha an der Donau (Standort) | Verebnete Grabhügel vorgeschichtlicher Zeitstellung. | D-2-7243-0212 |      |
| Niedermünchsdorf (Standort)   | Siedlung vor- und frühgeschichtlicher Zeitstellung. | D-2-7243-0138 |      |

### Mit Buchhofen
| Lage                 | Objekt                                                               | Akten-Nr.     | Bild |
| -------------------- | -------------------------------------------------------------------- | ------------- | ---- |
| Ottmaring (Standort) | Verebnetes viereckiges Grabenwerk und Siedlung der Altheimer Gruppe. | D-2-7243-0109 |      |